# Dobrești (okręg Dolj)
Dobrești – wieś w Rumunii, w okręgu Dolj, w gminie Dobrești. W 2011 roku liczyła 387 mieszkańców.